# Komisariat Straży Celnej „Pomiany”

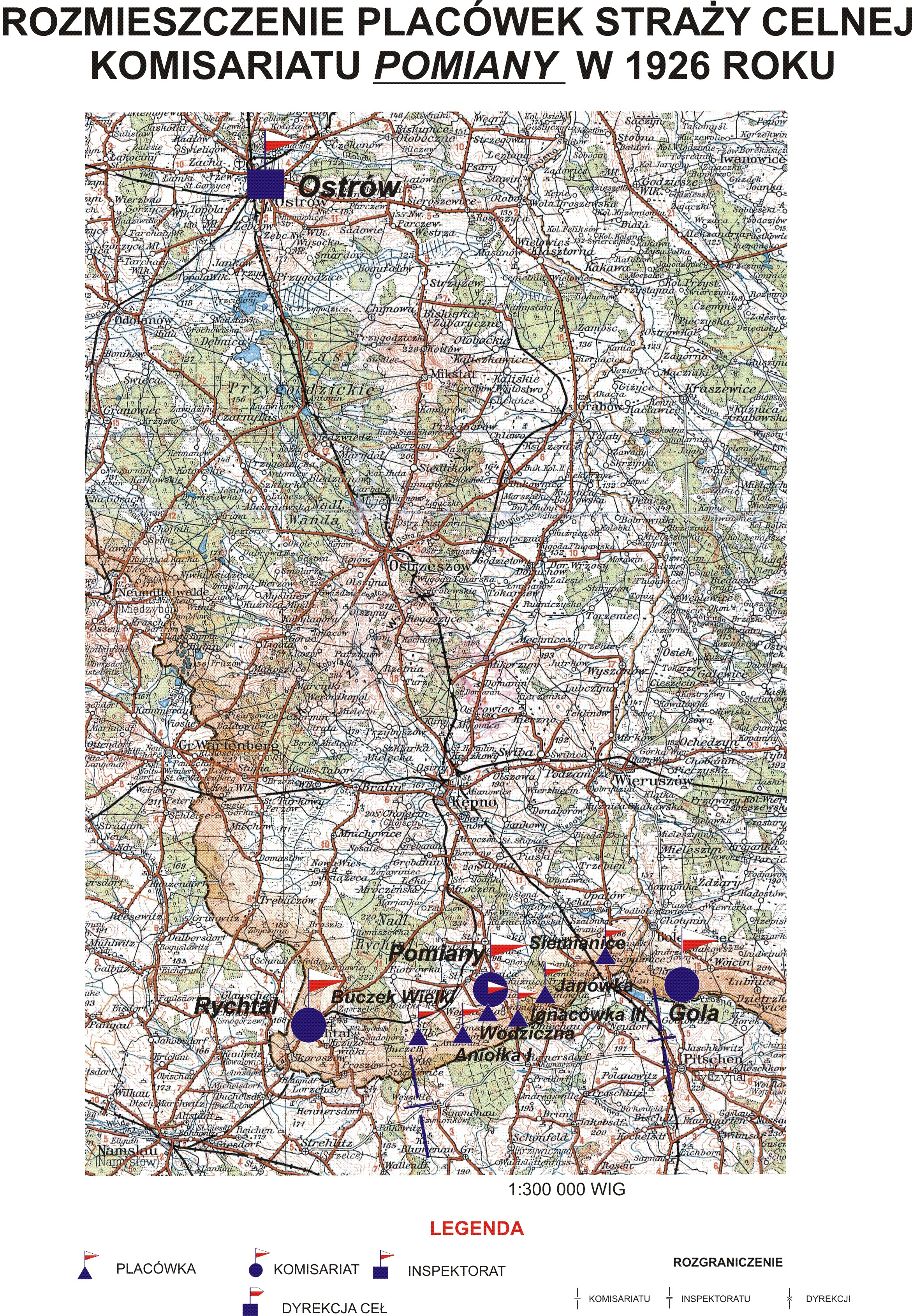
Rozmieszczenie placówek Straży Celnej Komisariatu Pomiany

Komisariat Straży Celnej „Pomiany” – jednostka organizacyjna Straży Celnej pełniąca służbę ochronną na granicy polsko-niemieckiej w latach 1922–1928.

## Formowanie i zmiany organizacyjne
Na wniosek Ministerstwa Skarbu, uchwałą z 10 marca 1920 roku, powołano do życia Straż Celną. Od połowy 1921 roku jednostki Straży Celnej rozpoczęły przejmowanie odcinków granicy od pododdziałów Batalionów Celnych. Proces tworzenia Straży Celnej trwał do końca 1922 roku. Komisariat Straży Celnej „Pomiany”, wraz ze swoimi placówkami granicznymi, wszedł w podporządkowanie Inspektoratu Straży Celnej „Ostrów”.
W 1922 roku na terenie powiatu kępińskiego ochronę granicy objęła Straż Celna. Siedzibę komisariatu urządzono w Laskach. podlegały mu placówki SC: Rychtal, Skoroszów, Krzyżowniki, Proszów, Stogniewice, Buczek, Szarlota, Aniołka Pierwsza, Teklin, Wodziczno, Ignacówka Trzecia, Kuźnica Trzcińska, Janówka, Marianka Siemieńska, Siemianice. Strażnicy celni pełnili służbę stosując wywiad gospodarczy, patrolowanie i czaty. Stosowano regulamin niemiecki, który to Dyrekcja Ceł w Poznaniu przetłumaczyła na język polski i nakazała stosować. Z uwagi na brak możliwości znalezienia mieszkania dla kierownika, komisariat przeniesiono z Lasek do Pomian. Funkcjonował tam do października 1928 roku. Z dniem 1 stycznia 1923 zreorganizowano komisariat SC „Pomiany”. Utworzony został komisariat SC „Rychtal” z placówkami: Rychtal, Skoroszów, Krzyżowniki, Proszów i Stogniewice.
W lipcu 1922 roku komisja mieszana uregulowana w terenie linię graniczną. Została ona oznaczona kopcami i kamieniami granicznymi. Komisariat ochraniał granice od kamienia nr 430 do nr 567.
W drugiej połowie 1927 roku przystąpiono do gruntownej reorganizacji Straży Celnej. W praktyce skutkowało to rozwiązaniem tej formacji granicznej. Rozporządzeniem Prezydenta Rzeczypospolitej Polskiej Ignacego Mościckiego z 22 marca 1928 roku w jej miejsce powoływano z dniem 2 kwietnia 1928 roku Straż Graniczną.
Rozkazem nr 3 z 25 kwietnia 1928 roku w sprawie organizacji Wielkopolskiego Inspektoratu Okręgowego dowódca Straży Granicznej gen. bryg. Stefan Pasławski powołał komisariat Straży Granicznej „Laski”, który przejął ochronę granicy od rozwiązywanego komisariatu Straży Celnej.

## Służba graniczna
Sąsiednie komisariaty
- komisariat Straży Celnej „Rychtal”  ⇔ komisariat Straży Celnej „Gola” − 1926

## Kierownicy komisariatu Straży Celnej
| stopień     | imię i nazwisko      | okres pełnienia służby  | kolejne stanowisko                        |
| ----------- | -------------------- | ----------------------- | ----------------------------------------- |
| komisarz    | Metody Kalinowski    | 20 X 1921 – XII 1922    | p.o. kierownik IC „Leszno”                |
| podkomisarz | Kołodziejczak        | XII 1922 – II 1923      |                                           |
| podkomisarz | Józef Pawlak         | p.o. II 1923 – III 1923 |                                           |
| podkomisarz | Józef Król           | III 1923 – IV 1924      | zastępca kierownika komisariatu „Miechów” |
| podkomisarz | Franciszek Szymański | IV 1924 – 10 XII 1928   | komisariat „Wola Michowa”                 |

## Struktura organizacyjna
Organizacja komisariatu w 1926 roku:
- komenda – Pomiany
- placówka Straży Celnej „Siemianice”[11] (Siemienice[4])
- placówka Straży Celnej „Janówka”
- placówka Straży Celnej „Ignacówka III”
- placówka Straży Celnej „Wodziczna”[a]
- placówka Straży Celnej „Aniołka I”
- placówka Straży Celnej „Buczek Wielki”